# Obnovljeno judovstvo
Obnovljeno judovstvo je versko gibanje znotraj judovske religije, ki si prizadeva modernemu judovstvu prispevati versko mistiko, glasbo, meditacijo in vplive hasidijskega gibanja.

## Uvrstitev
Gibanje je opisano kot zbor verovanj znotraj judovstva, ki si prizadeva  umirajoči religiji v modernem obdobju med verskimi obredi doprinesti mistiko, hasidijstvo, meditacijske prvine in nabožno glasbo.
Sekta se zavzema tudi za globalno prenovo, ki bi temeljila na starodavnem judovskem izročilu.

## Zgodovina
Gibanje obnove judovstva se je pričelo v severni Ameriki v letih 1960 in 1970. Skupina mlajših rabinov, akademikov in političnih aktivistov je ustanovila bratovščino v študijske in obredne namene, kot v odgovor na poindustrijsko in vedno manj poduhovljeno judovsko skupnost severne Amerike.
Osrednja ideja skupine je bila slediti vzorom antičnih judovskih skupin. Za ustanovitelja skupine velja rabin Zalman Schachter-Shalom. Ta je med religijami velik poudarek namenjal budizmu in sufizmu, prevedel je več verskih tekstov iz omenjenih religij.
Skupnost, ki se je od ustanovitve večkrat preimenovala, je leta 1979 pričela izdajati revijo Nova menora. Ta je kot ena prvih podajala poglede na aktualne problematike s strani judovske perspektive. Večkrat se je dotaknila tudi vprašanja pravic homoseksaualcev, kar je bil znotraj judovskih skupin začetek odprtih pogovorov na omenjeno temo.